# Зосино (Брестская область)
Зо́сино (бел. Зосіна) — деревня в Кобринском районе Брестской области Белоруссии. Входит в состав Остромичского сельсовета.
По данным на 1 января 2016 года население составило 72 человека в 39 домохозяйствах.
В деревне расположен магазин.

## География
Деревня расположена в 28 км к востоку от города и станции Кобрин, в 73 км к востоку от Бреста, у автодороги Р2 Кобрин-Ивацевичи.
На 2012 год площадь населённого пункта составила 0,65 км² (65 га).

## История
Населённый пункт известен с 1921 года. В разное время население составляло:
- 1999 год: 54 хозяйства, 160 человек;
- 2005 год: 51 хозяйство, 131 человек;
- 2009 год: 105 человек;
- 2016 год[2]: 39 хозяйств, 72 человека;
- 2019 год[1]: 62 человека.